# クレンブテロール
クレンブテロール(英: clenbuterol)とは呼吸障害の際に充血除去剤や気管支拡張剤として処方される薬物。クレンブテロールは喘息のような慢性呼吸障害を持つヒトに対して呼吸を楽にする目的で使用される。クレンブテロールは一般に塩酸クレンブテロールの形で使用される。

## 飼料への添加と中毒事件
1980年代にクレンブテロールおよびその塩酸塩に成長促進作用があり、また食肉の赤身を増やす効果があることが分かり、畜産業界で、飼料に混ぜることが行われた。しかし、人体への副作用も大きいため、EUは1988年に、アメリカ合衆国は1991年に、中国は1997年に餌への添加を禁止した。しかし、中国では禁止後も豚の餌に違法にクレンブテロール塩酸塩を配合している畜産業者が存在し、中国国内ではたびたび中毒事件が発生しているほか、こうした豚肉を食べたことが原因とみられるアスリートのドーピング違反事例も発生している（後述）。このため、厚生労働省は中国産豚肉と加工品について、輸入時に検査命令を出しており、実際にランチョンミートなどから検出されて、廃棄や積戻し命令が出される例がある。

## ドーピング
クレンブテロールは、筋肉増強剤としての効果が見込まれているため、各スポーツ競技においてドーピングに用いられないよう検査対象薬物にされていることが多い。ただし、本人の意思に反して、食事からクレンブテロールを摂取してしまい、表面化する例も存在する。世界アンチ・ドーピング機関では、2011年、中国とメキシコを訪問する場合は細心の注意を払うよう警告している。

### 表面化した事例
- 2010年6月、ドイツ卓球協会は、毛髪からクレンブテロールが検出された所属選手1名を2年間の出場停止処分とした。同選手は、遠征先の中国蘇州市内のホテルで食べた豚肉に薬物が残留していたとして協会に抗議した結果、同年8月、「食事に由来する誤摂取」と判断され処分を解除されている[3]。
- 2010年7月のツール・ド・フランスの際に行われた検査で、自転車ロードレース選手のアルベルト・コンタドール（スペイン）の検体から禁止薬物のクレンブテロールが検出された。同大会では3度目の総合優勝を果たしたが、成績は抹消された[4]。
- 2011年6月9日、CONCACAFゴールドカップに出場したメキシコ代表選手5名は、薬物検査でクレンブテロールの陽性反応が出たため出場停止処分となった。この事例においては、選手の食事にクレンブテロールを用いて飼育された牛肉か鶏肉が用いられたのではないかとの指摘も存在する[5]。
- 2013年12月18日、ジャパンカップサイクルロードレースで優勝したマイケル・ロジャースのドーピング検査から、陽性反応が出たとの報告が国際自転車連合から通告され、優勝を剥奪。2着に入ったジャック・バウアーが繰り上がり優勝となった[6]。